# Acalypha benensis
Acalypha benensis är en törelväxtart som beskrevs av Nathaniel Lord Britton. Acalypha benensis ingår i släktet akalyfor, och familjen törelväxter. Inga underarter finns listade i Catalogue of Life.